# Kajetan Augustyn Warteresiewicz
Kajetan Augustyn Warteresiewicz (ur. 18 lutego 1755 we Lwowie, zm. 6 lutego 1831 we Lwowie) – duchowny ormiańskokatolicki, 16 lipca 1820 wyświęcony na arcybiskupa lwowskiego obrządku ormiańskiego.
Urodził się w rodzinie ormiańskiej. W 1772 wstąpił do Papieskiego Kolegium Teatynów we Lwowie. Wyświęcony w 1779 przez abpa Jakuba Stefana Augustynowicza dla archidiecezji ormiańskiej we Lwowie. Wikary w jednej z wiejskich parafii od 1779, wikary katedralny, katecheta i spowiednik w szkole benedyktynek ormiańskich we Lwowie od 1781.
W 1817 wybrany przez kler ormiański na następcę zmarłego abpa Jana Jakuba Symonowicza. Z powodu zatargu między cesarzem austriackim a papieżem, zatwierdzony i wyświęcony dopiero trzy lata później.
Bibliofil, numizmatyk, poliglota, opiekun kolonii włoskiej we Lwowie. Schorowany, zmarł w 1831 we Lwowie. Pochowany na Cmentarzu Łyczakowskim.